# Огляд Маунт-Леммон
32°26′34″ пн. ш. 110°47′19″ зх. д. / 32.442833333333° пн. ш. 110.78869444444° зх. д.
Огляд Маунт-Леммон (англ. Mount Lemmon Survey, MLS) — програма спостережень за навколоземними об'єктами, яка започаткована в обсерваторії Маунт-Леммон 1994 року́[відсутнє в джерелі]. Активну фазу роботи було розпочато у 2004 році[відсутнє в джерелі].
Із 2014 року організаційно є частиною Каталінського огляду, який керується лабораторією Місяця та планет Аризонського університету.